# Цвітіння кульбаби
«Цвітіння кульбаби» — український драматичний художній фільм 1992 року, знятий Олександром Ігнатушою на кіностудії імені Олександра Довженка. Стрічка розповідає про сільського парубка Юрася, який, вийшовши з в'язниці, не може пристосуватися до нових умов життя.
Займає 87-у позицію у списку 100 найкращих фільмів в історії українського кіно.

## У ролях
- Олександр Миронов — Юрась Бронь
- Ліга Гарнака — Лайма
- Анатолій Дьяченко — майор
- Олексій Горбунов — дільничий
- Арсеній Тимошенко — Інокентій
- Ганна Сумська — мати
- Борис Молодан — дід Михайло
- Богдан Лисенко — Богдан Іванович
- Тетяна Лазарєва — листоноша
- Олександр Бондаренко — Федосійович
- Віктор Степаненко — Петров
- Борис Олександров — Микитович
- Володимир Ямненко — водій «Жигулів»
- Леонід Бухтіяров — водій «КАМАЗу»